# Gustav-Adolf von Zangen
Gustav-Adolf von Zangen (Darmstadt, 7 november 1892 - Hanau, 1 mei 1964) was een Duitse generaal tijdens de Tweede Wereldoorlog.

## Biografie
Gustav-Adolf von Zangen werd in 1892 geboren in het toenmalige Groothertogdom Hessen en bij de Rijn. Hij vocht mee in de Eerste Wereldoorlog en ontving voor zijn daden in die oorlog het IJzeren Kruis 1914 en werd bevorderd tot luitenant.
Aan het begin van de Tweede Wereldoorlog voerde hij het bevel over de Duitse 17. Infanterie-Division (17e Infanteriedivisie) en later, in 1943, over het LXXXIV. Korps en het LXXXVII. Korps (87e Legerkorps) (beide in Frankrijk). Hierna kreeg hij het bevel over het Legerdetachement Von Zangen in Italië. Na de geallieerde invasie in 1944 had Von Zangen het bevel over de 15. Armee (15e Leger). Dit leger van ruim 150.000 man wist aan een omsingeling van de Amerikanen en de Canadezen bij Calais te ontkomen en stak de Westerschelde over. Ze groeven zich in op de schiereilanden Zuid-Beveland en Walcheren. Van daaruit werden tijdens operatie Operatie Market Garden vanaf 17 september aanvallen gelanceerd op de in oostelijk Brabant oprukkende geallieerde troepen. Tijdens de Slag om de Schelde bood het 15e leger van begin oktober tot begin november hardnekkig weerstand aan beide oevers van de Westerschelde om de haven van Antwerpen uit geallieerde handen te houden, maar uiteindelijk moest dit leger zich terugtrekken, richting Noord-Brabant. Het had meer dan de helft van zijn manschappen verloren. Von Zangen had deze operatie geleid vanuit Dordrecht, waar zijn hoofdkwartier op 24 oktober gebombardeerd werd. Op 5 november kreeg Von Zangen niettemin voor zijn prestaties het Ridderkruis van het IJzeren Kruis toegekend.
Tijdens het Ardennenoffensief werd zijn 15e leger ingezet tegen de Britten en Amerikanen ten noorden van de Ardennen, in en rond het Hürtgenwald.
Gustav-Adolf von Zangen stierf in 1964 in Hanau, op 71-jarige leeftijd.

## Militaire loopbaan
- Fahnenjunker: 24 februari 1910[1]
- Leutnant': 18 augustus 1912 (met bevorderingsakte van 23 augustus 1910)[1]
- Oberleutnant:[1]
- Hauptmann (Politie):[1][3]
- Major (Politie):[1][3]
- Oberstleutnant (Politie): 1 augustus 1935[1][3]
- Oberst: 1 maart 1938[1]
- Generalmajor: 1 februari 1942[1]
- Generalleutnant: 1 januari 1943[1]
- General der Infanterie: 1 juni 1943[1]

## Decoraties
- Ridderkruis van het IJzeren Kruis (nr. 809)[3] op 15 januari 1942 als Oberst en Kdr. Infanterie-Regiment 88 / 15.Infanterie-Division / LVII.Armee-Korps / 4. Armee / Heeresgruppe Mitte[4][5][3]
- Ridderkruis van het IJzeren Kruis met Eikenloof (nr. 647) op 5 november 1944 als General der Infanterie m.d.F.b. 15.Armee / Heeresgruppe B[6][3]
- IJzeren Kruis 1914, 1e Klasse (19 maart 1915)[7][3] en 2e Klasse (13 september 1914)[7][3]
- Erekruis voor Frontstrijders in de Wereldoorlog in 1934[1][3]
- Medaille Winterschlacht im Osten 1941/42 in 1942[1][3]
- Gewondeninsigne 1918 in zwart[1]
- Herhalingsgesp bij IJzeren Kruis 1939, 1e Klasse (12 mei 1939)[7][3]en 2e Klasse (9 november 1939)[7][3]
- Dienstonderscheiding van Leger en Marine voor (25 dienstjaren)[1][3]
- Westwall Medaille in 1940[1][3]
- Hospitaalorde van Sint-Jan (balije Brandenburg)
  - Ereridder[1]
- Oorlogs-ereteken in IJzer (Hessen) in 1917[1]